# Trinodes rufescens
Trinodes rufescens is een keversoort uit de familie spektorren (Dermestidae). De wetenschappelijke naam van de soort werd in 1877 gepubliceerd door Edmund Reitter.